# 1250 Galanthus
1250 Galanthus (1933 BD) là một tiểu hành tinh vành đai chính được phát hiện ngày 25 tháng 1 năm 1933 bởi Reinmuth, K. ở Heidelberg.